# Karol Bertoni
Karol Bertoni (ur. 4 października 1876 w Stanisławowie, zm. 10 lutego 1967 w Rio de Janeiro) – polski polityk i dyplomata, profesor.

## Życiorys
Syn Fryderyka, który był pracownikiem sądowym, oraz Julii z domu Winz. Profesja ojca mogła mieć wpływ na dalszą edukację Bertoniego. Po ukończeniu stanisławowskiego gimnazjum i zdaniu matury w 1894 r. podjął studia prawnicze na Uniwersytecie Wiedeńskim, osiągając tytuł doktora. Studiował także na Akademii Konsularnej w Wiedniu, którą ukończył w 1899 r. Po zakończeniu nauki wstąpił w szeregi dyplomacji austro-węgierskiej. Do końca I wojny światowej piastował funkcję konsularnego attaché w konsulatach w Bukareszcie, a później w Rio de Janeiro (w latach 1910–1911 był tam także konsulem generalnym), następnie wicekonsula w Kurtybie, a w 1913 r. został kierownikiem wydziału konsularnego w austro-węgierskim poselstwie w Sofii. Z kolei w roku następnym mianowano go na konsula generalnego tejże placówki.

### II Rzeczpospolita
Po odzyskaniu niepodległości przez Polskę, pozostał w MSZ rozpadającej się monarchii austro-węgierskiej. Działał tam jako polski delegat Głównego Urzędu Likwidacyjnego, odpowiadając za przejmowanie polskich spraw z rozwiązywanych cesarsko-królewskich urzędów. Natomiast w styczniu 1919 r. zatrudnił się w polskim MSZ, angażując się w budowę struktur resortu. Umożliwiały mu to stanowiska, jakie objął w następnym miesiącu, czyli ministra nadzwyczajnego i pełnomocnego do spraw personalnych MSZ, a od 17 lutego 1919 r. kierownika Wydziału Prezydialno-Personalnego Departamentu Prawno-Administracyjnego. Bertoni szczególną uwagę przywiązywał do stworzenia dobrze funkcjonujących sieci polskich placówek dyplomatycznych. 10 kwietnia1921 r. został dyrektorem Departamentu Administracyjnego ministerstwa. Stanowisko piastował do 18 grudnia 1923 r., pozostając równocześnie sekretarzem generalnym MSZ. W tym okresie dość często brał udział w posiedzeniach Komitetu Politycznego Rady Ministrów. W latach 1922–1923 Bertoni zaangażował się w pracę innych organów funkcjonujących przy Radzie i MSZ. W 1922 r. został powołany do Rady Opieki Kulturalnej przy ministerstwie oraz do Najwyższej Komisji Dyscyplinarnej przy Prezesie Rady Ministrów, rok później zasiadał zaś w Komisji Egzaminacyjnej w MSZ jako przewodniczący.
19 grudnia 1923 r. został mianowany kierownikiem MSZ w rządzie Władysława Grabskiego. Sprawował tę funkcję do 19 stycznia 1924 r., czyli do objęcia teki szefa MSZ przez Maurycego Zamoyskiego. Nieoficjalnie pełnił obowiązki do 9 lutego 1924 r. Podczas kierowania ministerstwem nadal pozostawał dyrektorem Departamentu Administracji. Bertoni doprowadził do podpisania konwencji konsularnych z państwem łotewskim i estońskim, a także polsko-niemieckiego układu wprowadzającego zmiany w konwencji górnośląskiej. Brał również czynny udział w posiedzeniach Komitetu Politycznego Rady Ministrów, gdzie omawiał chociażby stosunki polsko-rumuńskie oraz relacje z krajami bałtyckimi.
Gdy Zamoyski objął urząd ministra, Bertoni brał udział jako zastępca szefa resortu lub podsekretarz stanu MSZ w obradach Komitetu Politycznego Rady Ministrów. Swoje, uczestniczył w ceremoniach np. otwarcie 3 maja 1925 r. nowego gmachu Ambasady Polskiej w Paryżu. 22 lutego 1926 r. powierzono mu stanowisko kierownika Departamentu Konsularnego. Po zamachu majowym jego wpływy oraz władza w MSZ była stopniowo ograniczana. W 1931 r. odszedł z ministerstwa.

### Aktywność naukowa i społeczna
Bertoni pracował jako profesor w Wyższej Szkole Handlowej oraz Szkole Nauk Politycznych. Ponadto prowadził także zajęcia dla studentów w Wolnej Wszechnicy Polskiej w Warszawie oraz w Studium Dyplomatycznego Uniwersytetu Jana Kazimierza we Lwowie.
Od czasu wielkiej wojny działał w Polskim Czerwonym Krzyżu. W latach 1925–1929 był członkiem Komitetu Głównego PCK. Ponadto działał w wielu innych organizacjach, m.in. w Komitecie Przyjaciół Sztuki Polskiej, Stowarzyszeniu Polsko-Szwedzkim, Stowarzyszeniu Przyjaciół Harcerstwa, Towarzystwie Polsko-Bułgarskim oraz Towarzystwie Polsko-Belgijskim. Od lat 30. XX w. pomieszkiwał w Podkowie Leśnej, gdzie posiadał własną willę, udzielając się w życiu lokalnej społeczności. Jako członek Towarzystwa Przyjaciół Miasta-Ogrodu Podkowa Leśna był m.in. prezesem budowy miejscowego kościoła pod wezwaniem św. Krzysztofa.
Pod koniec lipca 1932 został wybrany I wiceprezesem Towarzystwa Polsko-Japońskiego. Od 1937 był prezesem Centralnego Komitetu Polskiego Instytutu Nauk Politycznych i Ekonomicznych.

### Po II wojnie światowej
Losy Bertoniego podczas wojny i okupacji są nieznane. Po jej zakończeniu ponownie rozpoczął pracę w MSZ w strukturze Tymczasowego Rządu Jedności Narodowej oraz kontynuował działalność dydaktyczną m.in. na Akademii Nauk Politycznych w Warszawie.
Był także encyklopedystą. Został wymieniony w gronie edytorów trzytomowej Podręcznej encyklopedii handlowej wydanej w 1931 w Poznaniu .
W 1949 r. wyjechał na stałe do Brazylii, gdzie mieszkała jego była żona oraz córka Beatrice, z którą zamieszkał. W 1955 r. Bertoni przyjął obywatelstwo brazylijskie. Po śmierci córki zamieszkał z byłą małżonką, która się nim opiekowała.
Zmarł 10 lutego 1967 roku, w wyniku choroby Alzheimera. Został pochowany w Rio de Janeiro na cmentarzu Cemitério Municipal de Petrópolis.

## Życie prywatne
Jego żoną była Gerda Maria Bülow, z którą się rozwiódł na początku lat 20. XX wieku. Bertoni miał z nią dwie córki: Jadwigę (1912-1972) oraz Beatrice (1914-1964). 

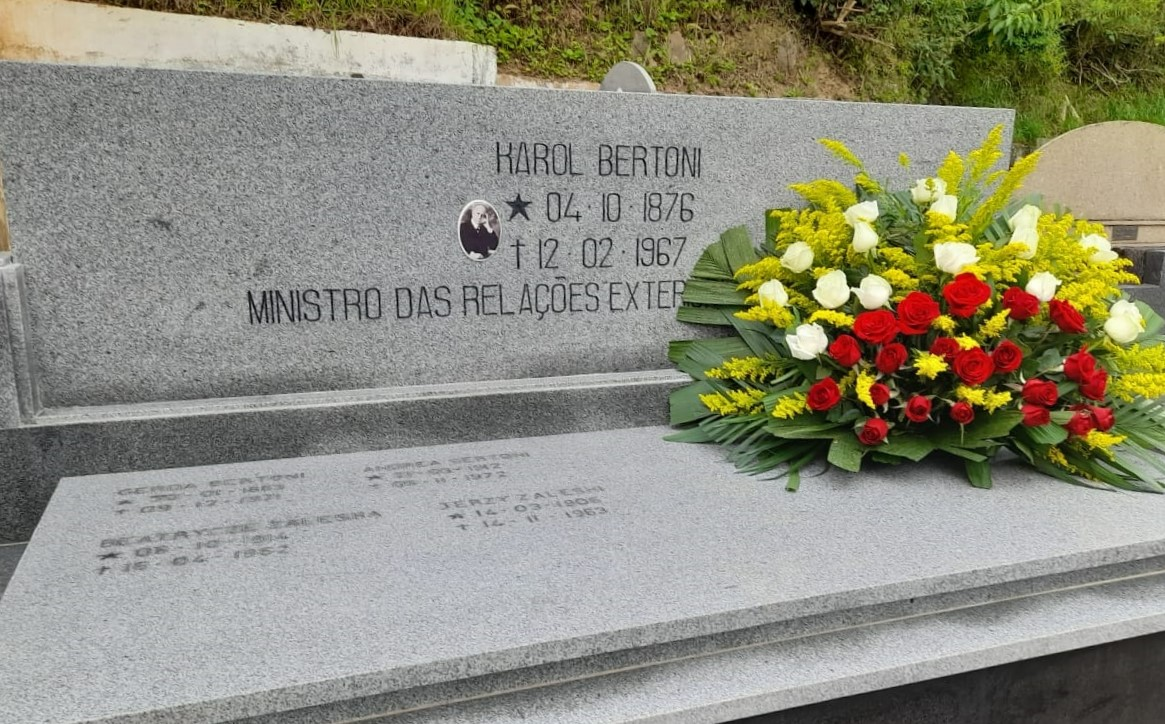
Grób Karola Bertoniego w Rio de Janeiro (Kwadrat 17, rząd 3, grób 6)

## Ordery i odznaczenia
- Krzyż Komandorski Orderu Odrodzenia Polski (2 maja 1923)[9][10]
- Złoty Krzyż Zasługi (13 września 1926)[11][2]
- Wielka Wstęga Orderu Leopolda II (Belgia, 1931)[12]
- Krzyż Komandorski I Klasy Orderu Gwiazdy Polarnej (Szwecja, 1928)[13]